# Дейл (округ, Алабама)
Шаблон:StateAbbr_ 31°26′00″ пн. ш. 85°36′00″ зх. д. / 31.433333333333° пн. ш. 85.6° зх. д.
 Дейл (англ. Dale County) — округ (графство) у штаті Алабама. Ідентифікатор округу 01045.

## Історія
Округ утворений 1824 року.

## Демографія
За даними перепису
2000 року
загальне населення округу становило 49129 осіб, зокрема міського населення було 21839, а сільського — 27290.
Серед мешканців округу чоловіків було 24356, а жінок — 24773. В окрузі було 18878 домогосподарств, 13637 родин, які мешкали в 21779 будинках.
Середній розмір родини становив 2,99.
Віковий розподіл населення поданий у таблиці:
| Стать    | До 15 років | 15-21 | 22-29 | 30-39 | 40-49 | 50-65 | 65-85 | Понад 85 |
| -------- | ----------- | ----- | ----- | ----- | ----- | ----- | ----- | -------- |
| Чоловіки | 5687        | 2486  | 3055  | 3650  | 3446  | 3606  | 2277  | 149      |
| Жінки    | 5206        | 2397  | 2749  | 3656  | 3497  | 3887  | 2879  | 502      |

За даними перепису населення 2010 року населення округу становило 50 251 особу. Приріст населення за 10 років склав 2 %.

## Суміжні округи
- Барбур — північ
- Генрі — схід
- Г'юстон — південний схід
- Женіва — південний захід
- Коффі — захід
- Пайк — північний захід

## Виноски
1. ↑  https://academia-lab.com/enciclopedia/condado-de-dale-alabama/#google_vignette
2. ↑  U.S. Decennial Census. United States Census Bureau. Архів оригіналу за 26 квітня 2015. Процитовано 22 серпня 2015.
3. ↑  Historical Census Browser. University of Virginia Library. Архів оригіналу за 16 серпня 2012. Процитовано 22 серпня 2015.
4. ↑  Forstall, Richard L., ред. (24 березня 1995). Population of Counties by Decennial Census: 1900 to 1990. United States Census Bureau. Архів оригіналу за 24 вересня 2015. Процитовано 22 серпня 2015.
5. ↑  Census 2000 PHC-T-4. Ranking Tables for Counties: 1990 and 2000 (PDF). United States Census Bureau. 2 квітня 2001. Архів оригіналу (PDF) за 18 грудня 2014. Процитовано 22 серпня 2015.
6. ↑  State & County QuickFacts. United States Census Bureau. Архів оригіналу за 9 серпня 2014. Процитовано 16 травня 2014.(англ.) Наведено за англійською вікіпедією.
7. ↑  American FactFinder. Бюро перепису населення США. Архів оригіналу за 21 травня 2008. Процитовано 31 січня 2008.
8. ↑  Дейл на сайті «Open-Public-Records». Архів оригіналу за 15 квітня 2012. Процитовано 23 квітня 2012. Дейл на сайті «Open-Public-Records» (англ.)